# Leda Melluso
Leda Melluso (Arezzo, 17 agosto 1947) è una scrittrice italiana.
Insegna letteratura italiana e latina a Palermo. 
Ha scritto tre romanzi storici per la casa editrice Piemme.

## Opere[1]
- La ragazza dal volto d'ambra, Piemme (2009)
- L'amante inglese, Piemme (2011)
- La favorita, Piemme (2014)